# 베크조트 아브두라흐모노프
베크조트 마하마조노비치 아브두라흐모노프(우즈베크어: Bekzod Mahamadjonovich Abdurahmonov, 러시아어: Бекзо́д Махамаджо́нович Абдурахмо́нов, 1990년 3월 15일~)는 우즈베키스탄의 레슬링 선수이다. 2020년 하계 올림픽 남자 자유형 웰터급 종목에서 동메달을 획득했으며 세계 선수권 대회에서 동메달 2개를 획득했다. 또한 아시안 게임에서 금메달 1개, 동메달 1개, 아시아 선수권 대회에서 금메달 2개, 은메달 1개를 획득했다.